# Samoa National League 2005
Samoa National League 2005, còn có tên là Upolo First Division, là mùa giải thứ 17 trong lịch sử Samoa National League, giải đấu cao nhất của Liên đoàn Bóng đá Samoa. Tuanaimoto Breeze giành chức vô địch lần thứ 4 liên tiếp, và là lần đầu tiên dưới cái tên mới (tên cũ là Strickland Brothers Lepea).

## Đội bóng
- Tuanaimoto Breeze
- Lupe Ole Soaga
- Goldstar Sogi
- Kiwi
- AST Central United
- Moamoa
- Faatoia
- OSM Sinamoga
- Moata'a
- Vaivase-tai